# Randolfo Pacciardi
Randolfo Pacciardi (Giuncarico, Grosseto, 1 de enero de 1899-Roma, 14 de abril de 1991) fue un político italiano republicano que luchó en la guerra civil española llegando a mandar la XII Brigada Internacional.

## Biografía

### Primeros años
Favorable a la participación de Italia en la Primera Guerra Mundial, se alistó en 1917 y participó en la batalla de Caporetto. Tras la guerra se afilia al Partido Republicano Italiano. Con la llegada de Mussolini al poder es perseguido por los fascistas y condenado a 5 años de prisión, pero logra huir a Suiza y luego a Francia. En 1933, aún en el exilio, es nombrado secretario del PRI, y al estallar la guerra civil española se posiciona activamente junto a los republicanos.

### En la guerra civil española
En noviembre de 1936 estaba en Albacete, instruyendo el batallón italiano Garibaldi, el cual estaba integrado en la XII Brigada Internacional.
Su primera actuación con su batallón fue en el ataque sin éxito sobre el Cerro de los Ángeles, al sur de Madrid (13 de noviembre). Pasará luego a la Ciudad Universitaria, donde reforzará a la XI Brigada Internacional en los últimos días de la lucha por la capital (18 de noviembre). A principios de diciembre será ascendido a teniente coronel.
Participará en la Segunda batalla de la carretera de La Coruña (diciembre de 1936), en donde Miaja lo citará como muy distinguido, y en donde mandará provisionalmente la XII Brigada. A finales de diciembre de 1936, junto al resto de los batallones internacionales de la brigada, parte al frente de Guadalajara, participando en el ataque sobre Sigüenza de principios de enero de 1937. La Tercera batalla de la Carretera de La Coruña, hace que tenga que volver con su unidad al oeste de Madrid; el 12 de enero defiende con su batallón el sur de Majadahonda. En la batalla del Jarama, en donde es herido leve, también tiene una actuación destacada, cubriendo los accesos a Arganda.
No participa en la batalla de Guadalajara, en una de las más famosas acciones de su batallón sobre el Palacio de Ibarra (Brihuega), ya que se encontraba en París.
En abril de 1937 es nombrado jefe de la XII Brigada Internacional en sustitución de Lukács. Ya como jefe de la XII Brigada, lucha en Huesca (junio de 1937), en donde sus tropas no tuvieron una buena actuación, y en Brunete (julio de 1937), en donde ocupó Villanueva del Pardillo pero sus unidades de nuevo lucharon mal, produciéndose una desbandada. Tras estos dos fracasos, fue sustituido por Penchenati.
Desilusionado con el carácter comunista que estaban tomando las Brigadas Internacionales, y por la persecución que se iniciaba sobre los poumistas y anarquistas, decide salir de España y volver a Francia. En 1940 se exiliará a Nueva York.

### Carrera política tras la guerra

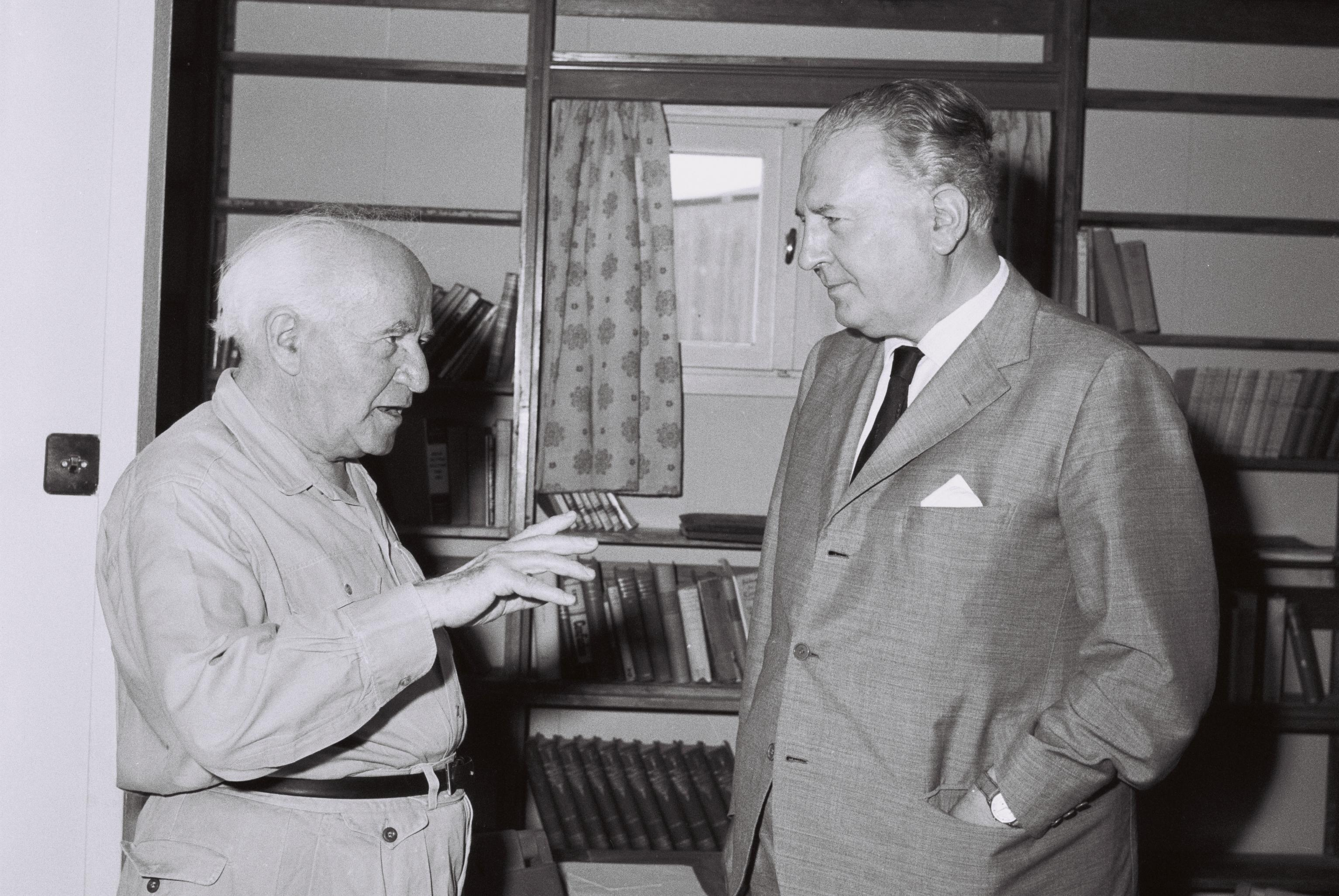
Randolfo Pacciardi visitando a David Ben-Gurion en Sde Boker, 1958.

Tras la Segunda Guerra Mundial será nombrado secretario del Partido Republicano Italiano desde mayo de 1945 a febrero de 1949. Fue Vicepresidente del Consejo de Ministros entre 1947 y 1948; Ministro de Defensa entre 1948 y 1953, en donde se mostró a favor del ingreso de Italia en la OTAN.
En 1963 fue expulsado del partido al oponerse a la alianza de centroizquierda del nuevo jefe del partido Ugo La Malfa, creando entonces un nuevo partido, la Unión Democrática por la Nueva República. Este partido intentaba crear una república presidencialista para Italia, pero poco a poco se fue escorando hacia la derecha, llegándosele a unir grupos de estudiantes de tendencias fascistas. Debido a este cariz que estaba tomando su partido, Pacciardi decide deshacerlo y volver de nuevo al PRI (1979).